# 延会
延会（えんかい、英語: adjournment）は、議会の用語。その日の内に決められた議事日程を消化できない場合、議題を別の日に改めてその日の議会を閉じること。

## 日本における延会
日本では国会や地方自治体本会議で使われる。衆議院では午後6時、参議院では午後4時が本会議終了時刻。地方自治体では市町村によって異なり、例として滋賀県野洲市では午後5時、山口県下松市では午後6時が本会議終了時刻になっている。